# Veicolo planante ipersonico
Un veicolo planante ipersonico è un tipo di testata per missili balistici in grado di manovrare e planare a velocità ipersonica.

## Funzionamento
I normali missili balistici seguono durante il volo una traiettoria balistica facilmente prevedibile e contrastabile mediante missili anti-balistici. Per ovviare a questo problema, i veicoli plananti ipersonici sono progettati per separarsi dal missile relativamente presto, tra i 40 e i 100 km di quota, per poi planare a velocità ipersonica verso l'obiettivo. Possono inoltre effettuare manovre durante la fase planante del volo per rendere la loro traiettoria ulteriormente più difficile da determinare.
Si differenziano dal veicolo di rientro manovrabile in quanto quest'ultimo si separa dal missile ed è in grado di eseguire manovre solo durante la fase terminale del volo.

## Progetti esistenti e in sviluppo
Cina
- DF-ZF[5] (operativo)

 Corea del Nord
- Hwasong-8[6] (in sviluppo)

 Francia
- VMaX[7] (in sviluppo)

 Giappone
- HVGP[8] (in sviluppo)

 India
- HGV-202F[9] (in sviluppo)

 Iran
- Fattah[10] (in sviluppo)

 Russia
- Avangard (operativo)

 Stati Uniti
- HTV-2[11] (sperimentale)
- OpFires[12] (in sviluppo)
- C-HGB[13] (in sviluppo)